# 李浣 (清朝官员)
李浣（？—？），直隶元氏縣（今河北省元氏縣）人，清朝地方官员、進士出身。
順治十二年，登進士。順治十三年，擔任首位娄县知县。順治十四年，由王有极接任。